# Dana Spiotta

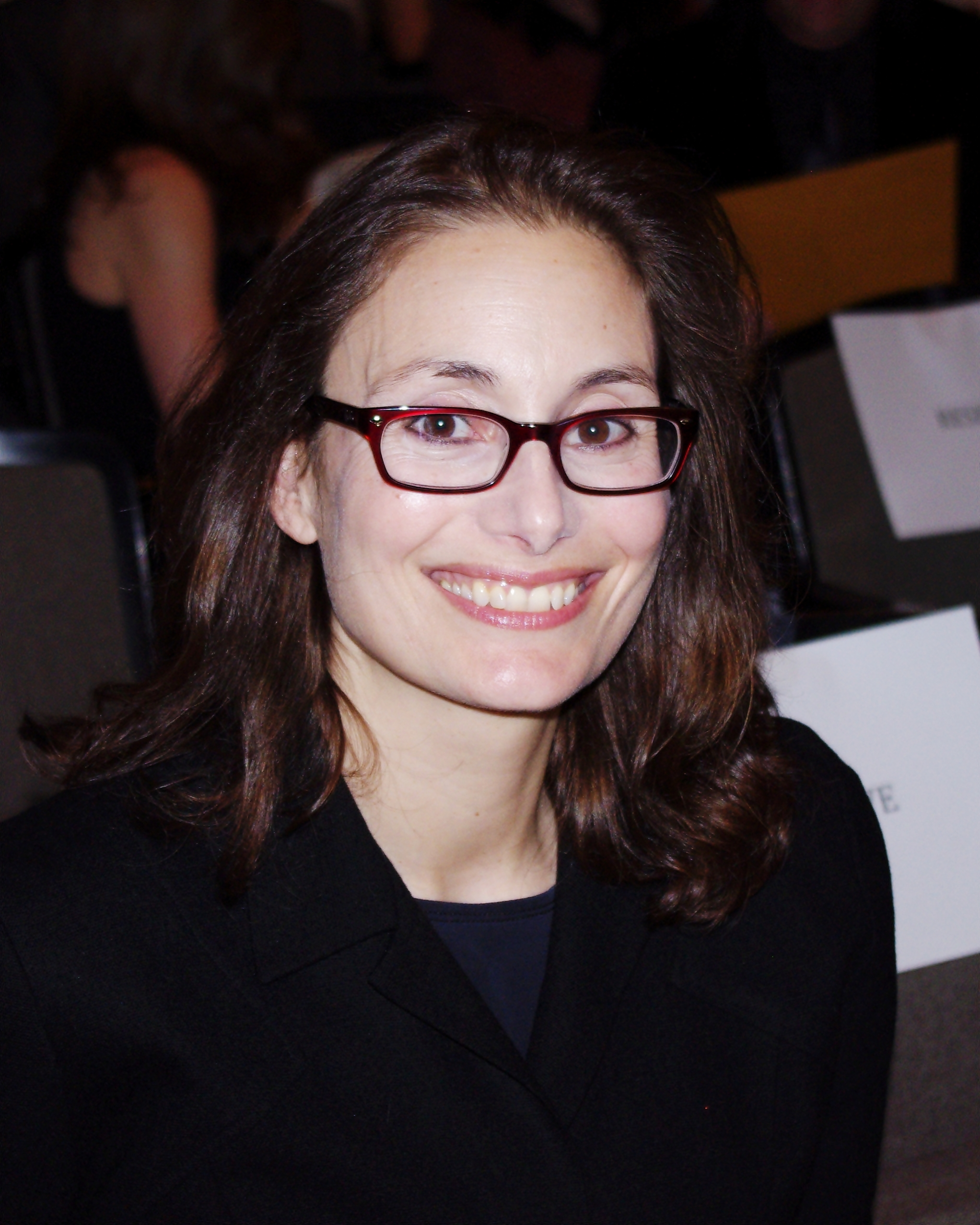
Dana Spiotta (2012)

Dana Spiotta (geboren 16. Januar 1966 in New Jersey) ist eine US-amerikanische Schriftstellerin.

## Leben
Dana Spiotta wuchs in Los Angeles auf, brach das Studium an der Columbia University ab und besuchte das Evergreen State College. Sie war ein Aussteiger und fand sich wieder als Redakteurin im Magazin The Quarterly bei Gordon Lish. Sie wurde eine Zeit Begleiterin von Don DeLillo.
Der Roman Lightning Field wurde 2001 bei der New York Times erwähnt. Ihr zweiter Roman Eat the Document wurde 2006 Finalist beim National Book Award und gewann den Rosenthal Foundation Award der American Academy of Arts and Letters.
Ihren dritten Roman Stone Arabia über einen alternden Rockstar modellierte Spiotta nach ihrem Stiefvater Richard Frasca. Das Buch war Finalist beim National Book Critics Circle Award. In einer Buchrezension konnte Kritiker Klaus Ungerer nicht herausfinden, warum der Leser sich für die verworrene Geschichte interessieren sollte.
Spiotta erhielt einen „Rome Prize“ der American Academy in Rome, eine Guggenheim Fellowship und war Fellow der New York Foundation for the Arts.
Spiotta lehrt im  M.F.A.-Studiengang an der Syracuse University. Sie lebt mit ihrem zweiten Mann und Tochter im Staat New York.

## Werke
- Lightning Field. New York: Scribner. 2001, ISBN 978-0-7432-1261-8.
- Eat the Document. New York: Scribner. 2006, ISBN 978-0-7432-7298-8.
  - Eat the document : die perfekte Tarnung. Roman. Übersetzung Hannes Meyer. Köln: Kiepenheuer & Witsch, 2008
- Stone Arabia. New York: Scribner. 2011, ISBN 978-1-4516-1796-2.
  - Glorreiche Tage : Roman. Übersetzung Clara Drechsler und Harald Hellmann. Berlin: Berlin-Verl., 2014
- Innocents and Others. New York: Scribner, 2016, ISBN 978-1-5011-2272-9.
- Wayward. Alfred A. Knopf, New York 2021, ISBN 978-0-593-31873-7.
  - Unberechenbar. Roman. Übersetzung Andrea O’Brien. München: Kjona Verlag, 2023